# دانيال بيتر
دانيال بيتر (9 مارس 1836 - 4 نوفمبر 1919) هو صانع شوكولاته سويسري. وكان جارًا لهنري نستله في فيفي ، ويعد أحد أول من صنع شوكولاتة الحليب، في عام 1875 أو 1876، قام بإضافة الحليب المجفف إلى الشوكولاتة.

## الحياة

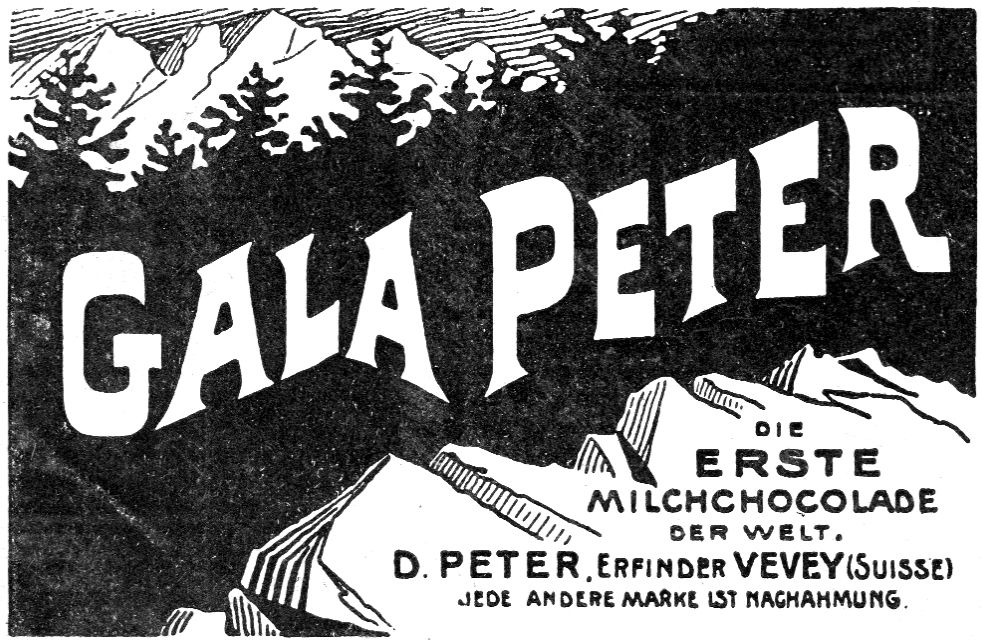
غالا بيتر، شوكولاتة الحليب الأولى، 1905

ولد دانيال بيتر في 9 مارس 1836. وبدأ مسيرته في عالم صناعة الشموع في مسقط رأسه بلدة فيفي بسويسرا، ولكن سرعان ما انخفض الطلب على الشموع بسبب إدخال مصابيح الكيروسين بأسعار معقولة.
عندما بدأ دانيال بيتر بعمله في صنع شوكولاتة الحليب في عام 1857، كانت لديه مشكلة في إزالة الماء من الحليب. ولم يتمكن من ذلك حتى قام بالتعاون مع هنري نستله الذي كان حينها يعمل في أغذية للأطفال والذي ابتكر عملية تكثيف الحليب، وفي النهاية، في عام 1875، بعد سبع سنوات من الجهد، تمكن من طرح المنتج إلى سوق. وفي وقت لاحق من عام 187 ، شكل الرجلان شراكة نظمت شركة نستله، التي أصبحت في نهاية المطاف واحدة من أكبر شركات صناعات الحلويات في أوروبا. توفي في 4 من نوفمبر 1919 في مسقط رأسه بلدة فيفي السويسرية.

## اقرأ أيضاً
- هنري نستله

## روابط خارجية
- دانيال بيتر على موقع الموسوعة البريطانية (الإنجليزية)